# Thierry Choffat
Thierry Choffat, né le 19 mai 1968 à Montbéliard dans le Doubs et mort le 6 septembre 2021 à Golbey dans les Vosges, est un politologue français.
Étudiant en droit à la faculté de Besançon, il est diplômé en Sciences politiques et titulaire d’un doctorat en droit public. Il est spécialiste du syndicalisme, du bonapartisme, de l’extrême gauche et de l’extrême droite. Il consacre sa thèse au Front national.

## Biographie

### Carrière et activités associatives
Thierry Choffat appartient à l'association française de science politique, préside le Centre d'Études et de Recherches sur le Bonapartisme (CERB). Il est membre du conseil d'administration du Souvenir napoléonien. À partir de 2010, il préside les Vosges napoléoniennes, association organisant des reconstitutions d'événements de l'épopée napoléonienne et située dans le département des Vosges. Délégué régional du Souvenir de Franche-Comté de 2001 à 2010, il est par la suite délégué de Lorraine, et secrétaire général des Grands Prix du Souvenir napoléonien à partir de 2019.

### Engagement politique
Militant bonapartiste, il participe à la fondation du « Rassemblement bonapartiste » en 1992, dont il est successivement délégué général puis secrétaire général. Ce dernier groupe auto-dissous en 1996, il cofonde le mouvement « Avenir France République », sous l'étiquette duquel il se présente aux élections législatives de 1997 dans le Doubs. Il recueille alors plus de 3 % des suffrages dans la circonscription de Montbéliard. En 1997, il devient à sa fondation membre du Conseil national souverainiste de l'Alliance pour la souveraineté de la France. En 2000, il initie « France bonapartiste », dont il sera le vice-président.
En 2008, il est élu premier adjoint au maire de Fraimbois en Meurthe-et-Moselle et, dans ce cadre, conseiller communautaire de la communauté de communes de la Mortagne. Aux élections départementales de mars 2015, Thierry Choffat est le candidat remplaçant de Michel Baumont (ancien conseiller général du canton de Lunéville-Sud, sans étiquette) dans le canton de Lunéville-2.
Il rejoint ensuite le parti gaulliste Debout la République avec David Saforcada, président de France bonapartiste. Le 5 octobre 2013, candidat pour la motion bonapartiste l'Aurore avec David Saforcada et Kévin Grenot, il est élu au conseil national avant de quitter DLR en raison de la dérive droitière du mouvement.
Il devient vice-président du parti politique L'Appel au peuple (d'après le groupe bonapartiste de la Troisième République) fondé en 2021 avec David Saforcada. Il devient président d'honneur du parti à son décès.

## Décès
Thierry Choffat est mort le 6 septembre 2021, retrouvé sans vie dans le local des Vosges napoléoniennes, à Golbey.

## Ouvrages
- Les élections présidentielles de 1995 (direction), 144 p., 1997, Presses universitaires de Nancy.
- Les Francs-Comtois et l'Empire, avant-propos du Prince Napoléon, préface du comte Morand, Paris, Icc, 2004.  (ISBN 2-908003-23-6)
- Les syndiqués en France en collaboration avec Dominique Andolfatto et Dominique Labbé, 2007, éditions Liaisons.
- Les Comtois de Napoléon, (en collaboration avec Jean-Marie Thiébaud et Gérard Tissot-Robbe), 260 p., 2010, Cabédita.
- La Bérézina. Suisses et Français dans la tourmente de 1812, en collaboration avec Alain-Jacques Tornare, 200 p., 2012, Cabédita.
- Les syndicats catégoriels : CGC, USS-Solidaires, FSU, UNSA. Les syndicats en France sous la direction de Dominique Andolfatto, 2012, Études de La Documentation française.
- Les partis de la gauche anticapitaliste en Europe, « Lutte ouvrière, entre continuité et renouvellement », chap. 14, sous la direction de Jean-Michel De Waele et Daniel-Louis Seiler, 324 pages, 2012, Economica (collection Politiques comparées).
- Les origines bonapartistes de la Participation, 2013, Le cercle des demi-solde
- Le mouvement bonapartiste de 1870 à 2014, 2014, L'Hémicycle, 60 p.
- Michel Ney, le Brave des Braves, 2015, Vent d'Est, 64 p.
- Antoine Drouot, Le Sage de la Grande Armée, 2017, Vent d'Est, 64p.
- Drouot, Le Sage de la Grande armée (Hors-série de la Revue Napoléon 1er), 2019, Soteca Éditions - Avec Marin Menzin